# 고깔닭의장풀
고깔닭의장풀은 닭의장풀과의 식물이다.

## 분포

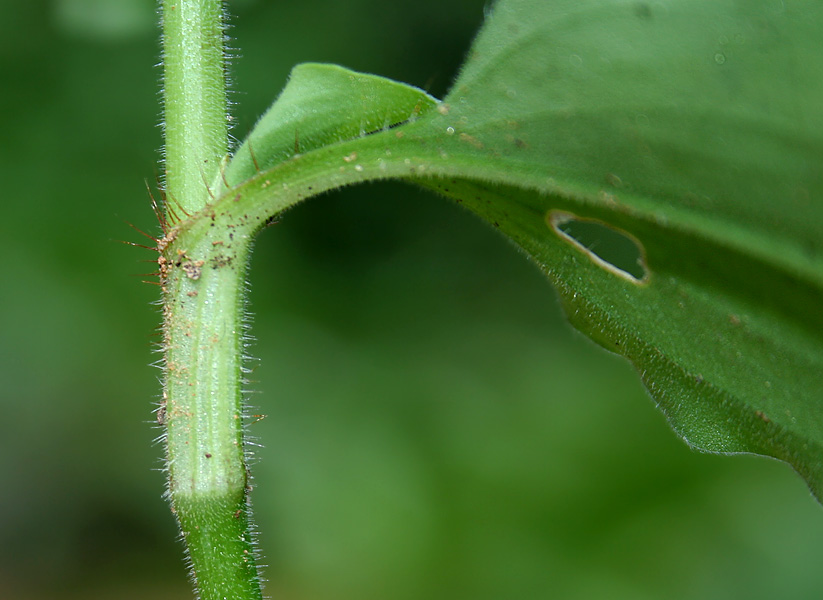

고깔닭의장풀은 아시아 및 아프리카 지역에 서식하는 식물이다. 그것은 해발 2300m까지 찾아볼 수 있다.